# Барс
Барс (фр. Barse) је река у Француској. Дуга је 50 km. Улива се у Сену. 